# Military Aid to the Civil Authorities
 (mai 2023).
Si vous disposez d'ouvrages ou d'articles de référence ou si vous connaissez des sites web de qualité traitant du thème abordé ici, merci de compléter l'article en donnant les références utiles à sa vérifiabilité et en les liant à la section « Notes et références ».
Military Aid to the Civil Authorities (MACA, en français Aide militaires aux autorités civiles) est un terme utilisé depuis [Quand ?] par le ministère de la Défense du gouvernement du Royaume-Uni pour faire référence au déploiement opérationnel des forces armées britanniques en soutien aux autorités civiles, à d'autres institutions gouvernementales ou à la société dans son ensemble.